# The Alarm (film, 1922)
Pour les articles homonymes, voir Alarm.
The Alarm (ou False Alarm) est un film comique américain, muet, réalisé par Al St. John, sorti le 17 décembre 1922 (aux États-Unis)

## Distribution
- Al St. John